# Jedle kavkazská
Jedle kavkazská (Abies nordmanniana) je vždyzelený jehličnatý strom z čeledi borovicovitých, pocházející z Malé Asie a Kavkazu. Byla pojmenována podle svého objevitele finského botanika Alexandera Nordmanna; její vědecké jméno bývá někdy mylně překládáno jako „jedle normandská“. Do západní Evropy se dostala v polovině 19. století, brzy po svém objevení. V současnosti je zde místy využívána v lesnictví a jako okrasná dřevina.

## Vzhled

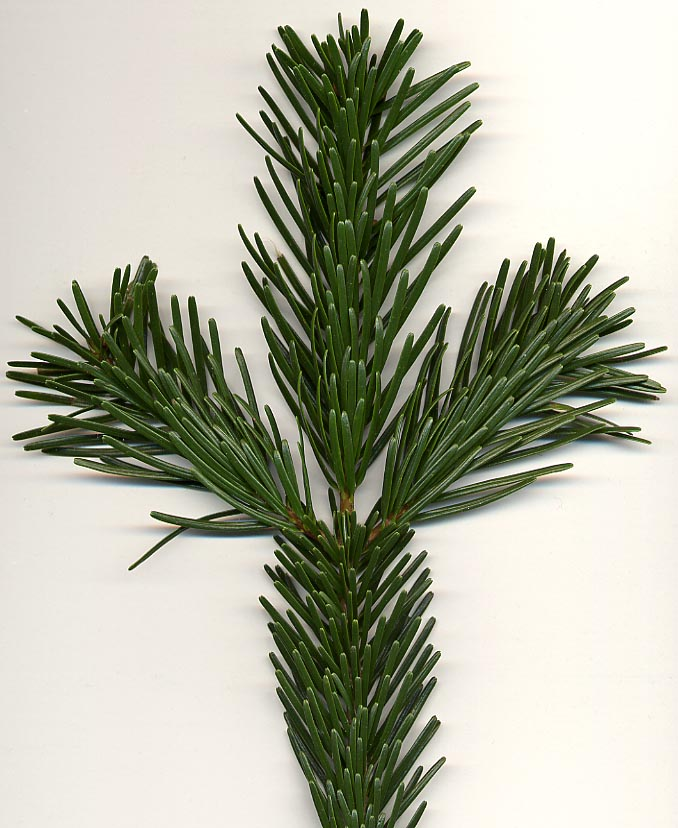
Větévka jedle kavkazské s typicky umístěnými jehlicemi

Ve své domovině vyrůstá do výšek až 60 m; introdukována v Evropě vyroste maximálně do 30 m výšky. Koruna je kuželovitá, pravidelného tvaru a zavětvění (u solitérních stromů až k zemi), vrchol je v mládí výrazně zašpičatělý, u dospělých jedinců oblý. Kořenový systém je srdčitý a na kvalitních půdách může sahat do značné hloubky.
Mladé stromy mají matně šedou hladkou borku, staré stromy pak borku rozpraskanou, podélně rozbrázděnou. Letorosty jsou žlutozelené nebo žlutohnědé, krátce chlupaté, pupeny nesmolnaté.
Velmi husté, čárkovité, zřetelně rýhované jehlice jsou 2–3 cm dlouhé a na rozdíl od jedle bělokoré obrůstají větvičku i z horní strany, kde jsou nasměrovány šikmo dopředu. Svrchní strana jehlic je tmavozelená a lesklá, spodní se pak vyznačuje dvěma bílými řadami průduchů. Při rozmělnění v dlani vykazují poměrně výrazné aroma.
Zelenožluté či načervenalé samičí šištice rostou v oblasti vrcholu stromu, samčí šištice jsou červené; dobou „kvetení“ je duben až květen. Nezralé šišky jsou světle zelené, v době zralosti hnědé, s vyčnívajícími podpůrnými šupinami a hojně smolnaté. Jsou válcovitého tvaru a dosahují délky až 15 cm a průměru 3–4 cm. Jako u jiných jedlí na větvičkách stojí vzpřímeně. Dozrávají během října, a posléze se rozpadají se přímo na stromě.

## Ekologie a rozšíření

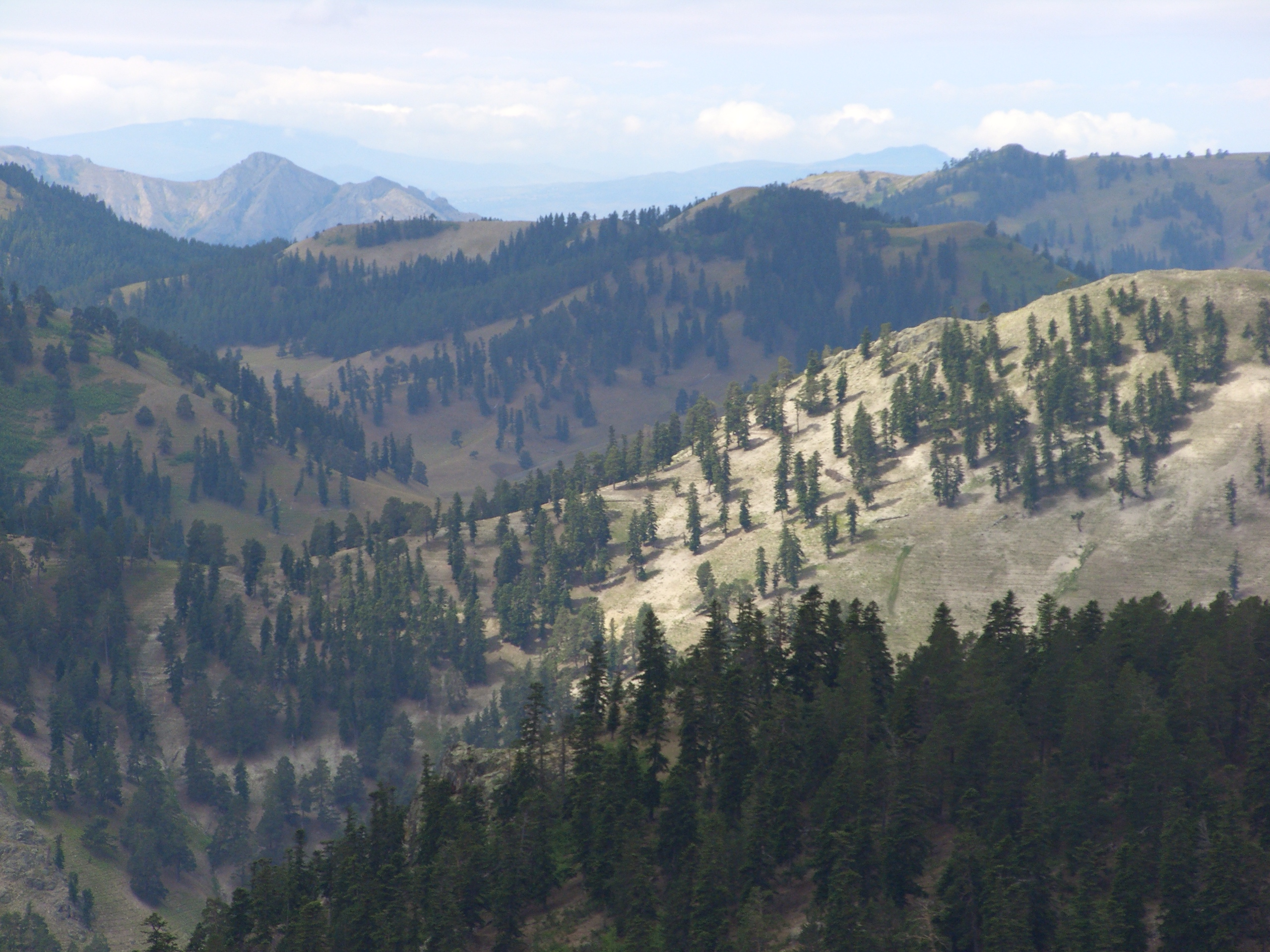
Porost jedle kavkazské v Turecku

Vyžaduje hluboké, úživné, dostatečně vlhké půdy i vyšší vlhkost vzduchu, je citlivá na sluneční úpal i silné mrazy. Roste převážně v horských údolích s oceanickým klimatem. V mládí jako jiné jedle toleruje i značný zástin, naopak na otevřených plochách a holinách se neobnovuje.
Jedle kavkazská je typickým stromem Kavkazu. Vyskytuje se však i na některých místech v Malé Asii, v nadmořských polohách od 400 do 2200 m n. m. Tvoří rozsáhlé lesy společně se smrkem východním (Picea orientalis) a bukem východním (Fagus orientalis), popřípadě i čisté, nesmíšené porosty.

## Využití
Dřevo jedle kavkazské je méně kvalitní než u jiných jehličnanů, využívá se hlavně jako zdroj celulózy. Často je vysazována v parcích jako atraktivní okrasná dřevina, ceněná pro svůj ladný, pravidelný růst a husté, lesklé jehličí. V městských aglomeracích trpí suchem, částečně však zvládá i znečištěné ovzduší.
Mimořádně oblíbená je jedle kavkazská jako vánoční stromeček. Popularita tohoto využití stále roste; v zemích západní Evropy i v ČR tvoří kolem 60–80 % všech prodaných stromků. Stromky pro tyto účely se pěstují na plantážích, pro Evropu převážně v Dánsku.